# Завод азотних добрив у Бхатінді
Завод азотних добрив у Бхатінді – підприємство індійської хімічної промисловості, майданчик якого знаходиться на північному сході країни у штаті Пенджаб.
Підприємство почало роботу в 1979 році. Воно має лінію з виробництва аміаку, який в подальшому використовується для продукування сечовини. Проектна річна потужність заводу становить 512 тисяч тон сечовини, втім, фактичний випуск цього добрива може перевищувати номінальні показники, так в 2018/2019 бюджетному році було вироблено 584 тисячі тон.
Сировиною для виробництва аміаку спершу були важкі фракції нафти. Нарешті, у 2013-му завод перевели на використання природного газу, що надходить по трубопроводу Лудхіяна – Бхатінда (також можливо відзначити, що у 2022-му став до ладу газопровід Мехсана – Бхатінда). Для роботи заводу необхідно 0,87 млн м3 газу на добу.
Підприємство має власну вугільну електростанцію з двома турбінами потужністю по 15 МВт.
Завод належить компанії National Fertilizers Ltd.